# Arthur Hoyt

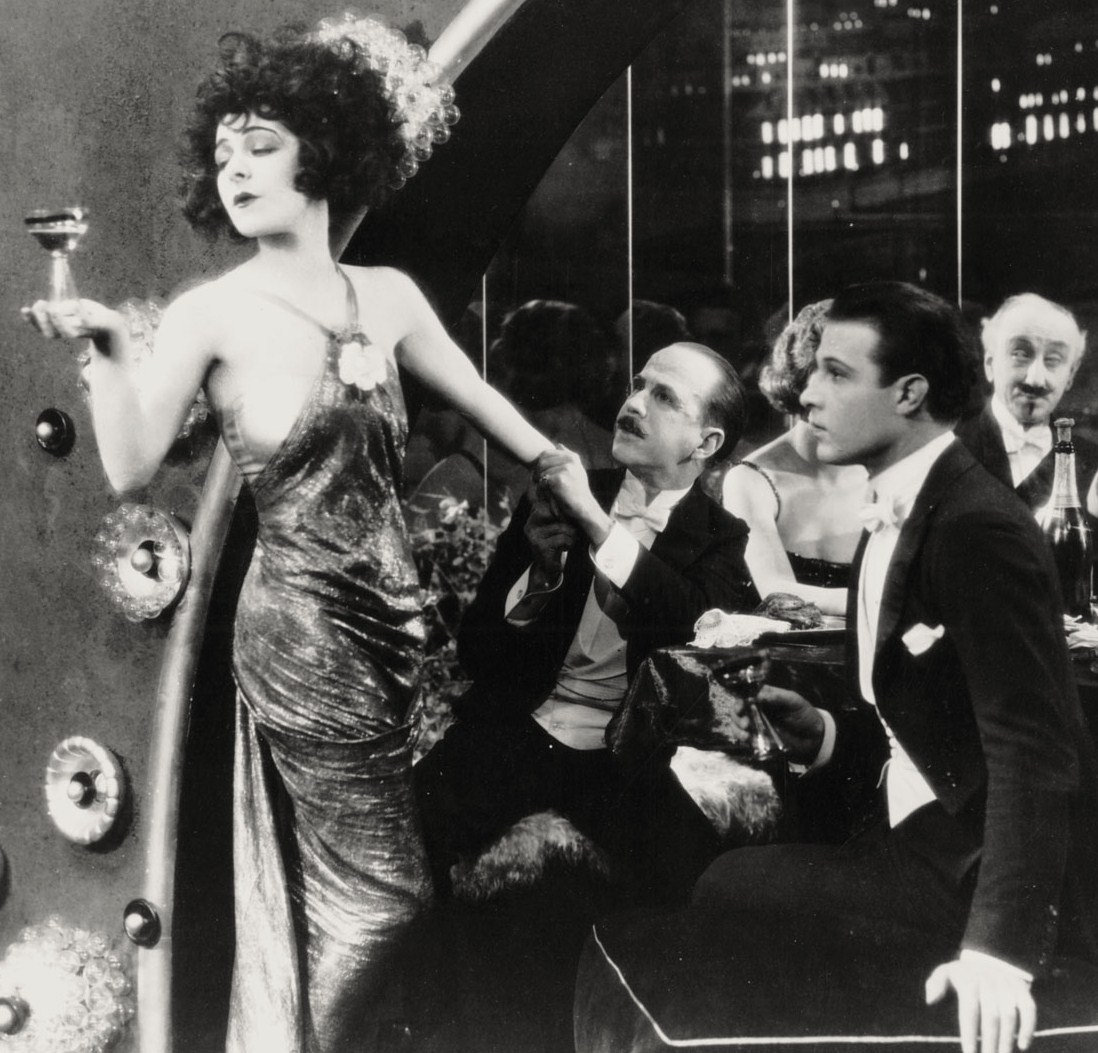
Arthur Hoyt (Mitte) zwischen Alla Nazimova und Rudolph Valentino in Camille (1921)

Arthur Hoyt (* 19. März 1874 in Georgetown, Colorado; † 4. Januar 1953 in Woodland Hills, Kalifornien) war ein US-amerikanischer Schauspieler und Regisseur.

## Leben und Karriere
Arthur Hoyt gelangte durch Mithilfe seines Onkels, einem Dramatiker, ins Schauspielgeschäft und spielte zunächst bei verschiedenen Theatertruppen. Außerdem war er als Theaterregisseur tätig. 1905 gab er sein Debüt am Broadway im Stück The Prince Consort, welches allerdings schon bald wieder abgesetzt wurde. In der Folge spielte er bis 1911 nur noch zweimal am Broadway, ohne wirklich großen Erfolg zu haben. 1914 machte Hoyt sein Filmdebüt und erhielt schnell größere Nebenrollen in Hollywoods Stummfilmära. Für seinen jüngeren Bruder, den Regisseur Harry O. Hoyt, trat er 1925 in dessen Stummfilm Die verlorene Welt als Professor Summerlee auf. 1918 versuchte sich Hoyt bei zwei kleineren Filmen selbst als Regisseur, kehrte jedoch wieder zur Schauspielerei zurück.
Der Sprung zum Tonfilm gelang ihm einige Jahre später: er blieb weiterhin ein vielbeschäftigter Nebendarsteller und spielte etwa alleine 1934 in zwei Dutzend Filmen. Allerdings wurden Hoyts Rollen zusehends kleiner und er wurde immer häufiger für seine Auftritte nicht in den Credits erwähnt. Im Tonfilm war der schmächtige, kleine Schauspieler meistens auf die Darstellung von schwächlichen und unterdrückten Figuren begrenzt, die sich mit größeren oder kleineren Problemen herumschlagen mussten. Eine seiner bekanntesten Rollen hatte er als verwirrter Motelbesitzer Zeke im Screwballklassiker Es geschah in einer Nacht (1934). Hoyt gehörte außerdem zu den Lieblingsschauspielern des Regisseurs Preston Sturges, der ihn in allen seinen Filmen zwischen 1940 und 1947 einsetzte. Er spielte unter anderem den Bürgermeister Thillinghast in Sturges Satire Der große McGinty (1940).
Nach rund 290 Filmen beendete er seine Karriere als Schauspieler im Jahr 1947. Er verstarb sechs Jahre später im Alter von 78 Jahren und liegt auf dem Friedhof Chapel of the Pines Crematory in Los Angeles begraben.

## Filmografie (Auswahl)
Als Regisseur
- 1918: Station Content
- 1918: High Stakes

Als Schauspieler
- 1914: The Scrub Lady
- 1917: Mr. Opp
- 1921: Die vier Reiter der Apokalypse (The Four Horsemen of the Apocalypse)
- 1921: Die Kameliendame (Camille)
- 1923: Der Markt der Seelen (Souls for Sale)
- 1923: The White Flower
- 1924: Die Auswanderer. Farmerlos (Sundown)
- 1925: Die verlorene Welt (The Lost World)
- 1926: Die Tänzerin des Zaren (The Midnight Sun)
- 1926: Eve’s Leaves
- 1927: Die Piraten vom Jang-Tse-Kiang (Shanghai Bound)
- 1927: The Rejuvenation of Aunt Mary
- 1929: Sag’ es mit Liedern (Say It With Songs)
- 1930: The Life of the Party
- 1930: Das Strafgesetzbuch (Criminal Code)
- 1931: Yvonne (Inspiration)
- 1932: Der Tag, an dem die Bank gestürmt wurde (American Madness)
- 1932: Sehnsucht ohne Ende (Forbidden)
- 1932: Das Washingtoner Karussell (Washington Merry-Go-Round)
- 1932: 20.000 Jahre in Sing Sing (20,000 Years in Sing Sing)
- 1932: Die Frau im U-Boot (Devil and the Deep)
- 1933: Seine persönliche Sekretärin (His Private Secretary)
- 1933: Eine Frau vergisst nicht (Only Yesterday)
- 1934: Harold Lloyd, der Strohmann (The Catspaw)
- 1934: Es geschah in einer Nacht (It Happened One Night)
- 1934: Sophie kann’s nicht lassen (The Notorious Sophie Lang)
- 1934: Babbitt
- 1935: 1,000 Dollars a Minute
- 1935: Ein Arzt für alle Fälle (Society Doctor)
- 1935: Der Rabe (The Raven)
- 1935: Fräulein Wirbelwind (Vagabond Lady)
- 1936: Mr. Deeds geht in die Stadt (Mr. Deeds Goes to Town)
- 1936: Wenn andere Schlafen (Early to Bed)
- 1936: Poor Little Rich Girl
- 1936: Blinde Wut (Fury)
- 1937: Ein Stern geht auf (A Star Is Born)
- 1937: Ever Since Eve
- 1937: The Westland Case
- 1938: Du und Ich (You and Me)
- 1938: Wirbelwind aus Paris (The Rage of Paris)
- 1938: Mein Mann, der Cowboy (The Cowboy and the Lady)
- 1938: Drei Schwestern aus Montana (The Sisters)
- 1939: Ein ideales Paar (Made for Each Other)
- 1940: Liebling, du hast dich verändert (I Love You Again)
- 1940: Der große McGinty (The Great McGinty)
- 1940: Weihnachten im Juli (Christmas in July)
- 1941: Der Dollarregen (Million Dollar Baby)
- 1941: Die Falschspielerin (The Lady Eve)
- 1941: Sullivans Reisen (Sullivan’s Travels)
- 1941: Babes on Broadway
- 1942: Atemlos nach Florida (The Palm Beach Story)
- 1942: Sensation in Morgan’s Creek (The Miracle of Morgan’s Creek)
- 1944: Heil dem siegreichen Helden (Hail to the Conquering Hero)
- 1947: Verrückter Mittwoch (The Sin of Harold Diddlebock)